# كأس ويلز
كأس ويلز لكرة القدم (بالويلزية: Cwpan Cymdeithas Pêl-droed Cymru) هي مسابقة خروج المغلوب لكرة القدم التي تتنافس عليها سنويًا فرق في دوريات كرة القدم الويلزية. يعتبر من أرقى مسابقات الكأس في اتحاد كرة القدم الويلزي المحلي.

## وصلات خارجية
- أرشيف بيانات كرة القدم الويلزية صفحات كأس ويلز